# Адамс (Вісконсин)
Адамс (англ. Adams) — місто (англ. city) в США, в окрузі Адамс штату Вісконсин. Населення — 1761 особа (2020).

## Географія
Адамс розташований за координатами 43°57′19″ пн. ш. 89°49′0″ зх. д. / 43.95528° пн. ш. 89.81667° зх. д. (43.955237, -89.816615).  За даними Бюро перепису населення США в 2010 році місто мало площу 7,65 км², з яких 7,64 км² — суходіл та 0,01 км² — водойми.

## Демографія
Згідно з переписом 2010 року, у місті мешкало 1967 осіб у 886 домогосподарствах у складі 479 родин. Густота населення становила 257 осіб/км².  Було 990 помешкань (129/км²).
Расовий склад населення:
| - 94,8 % — білих - 1,3 % — чорних або афроамериканців - 0,9 % — корінних американців - 0,5 % — азіатів |

До двох чи більше рас належало 1,9 %. Частка іспаномовних становила 2,3 % від усіх жителів.
За віковим діапазоном населення розподілялося таким чином: 24,0 % — особи молодші 18 років, 54,5 % — особи у віці 18—64 років, 21,5 % — особи у віці 65 років та старші. Медіана віку мешканця становила 42,2 року. На 100 осіб жіночої статі у місті припадало 85,0 чоловіків;  на 100 жінок у віці від 18 років та старших — 80,7 чоловіків також старших 18 років.
Середній дохід на одне домашнє господарство  становив 38 162 долари США (медіана — 28 341), а середній дохід на одну сім'ю — 48 820 доларів (медіана — 35 789). Медіана доходів становила 38 750 доларів для чоловіків та 34 000 доларів для жінок. За межею бідності перебувало 21,1 % осіб, у тому числі 29,6 % дітей у віці до 18 років та 13,8 % осіб у віці 65 років та старших.
Цивільне працевлаштоване населення становило 574 особи. Основні галузі зайнятості: мистецтво, розваги та відпочинок — 27,4 %, освіта, охорона здоров'я та соціальна допомога — 19,7 %, виробництво — 13,1 %, роздрібна торгівля — 9,8 %.